# Кеке Росберг
Кейо „Кеке“ Росберг (на шведски: Keijo Erik „Keke“ Rosberg, произношение и правилен правопис kɛkɛ ˈruːsbærj, Кеке Русбери) е финландски пилот от Формула 1 от шведски произход, световен шампион за 1982 г. Роден е на 6 декември 1948 година в Солна, Стокхолм, Швеция. Живее в Хелзинки, Финландия.
Той е баща и мениджър на световния шампион от Формула 1 за 2016 г. – Нико Росберг.
Първите му състезания в големия автомобилен спорт са във Формула „Атлантик“. Шампион е на Финландия за 1977 година. През 1978 година е пилот във Формула 2.

## Формула 1

### Теодор,АТС
В началото на 1980 година, получава покана да се присъедини към тима на „Фитипалди“, на мястото на отказалия се Джеймс Хънт. През 1982 година преминава в Уилямс на мястото на друг световен шампион – Алън Джоунс. Там той е втори пилот след Карлос Ройтеман. Въпреки че не е лидер в тима, Кеке е лидер на пистата и печели световната титла с 44 точки.